# Masaguara
Masaguara é uma cidade hondurenha do departamento de Intibucá.